# Singosari (ort i Indonesien)
Singosari är en ort i Indonesien.   Den ligger i provinsen Jawa Timur, i den västra delen av landet, 700 km öster om huvudstaden Jakarta. Singosari ligger 501 meter över havet och antalet invånare är 57 793.
Terrängen runt Singosari är kuperad norrut, men söderut är den platt.Runt Singosari är det tätbefolkat, med 735 invånare per kvadratkilometer. Närmaste större samhälle är Malang, 10,4 km söder om Singosari. I omgivningarna runt Singosari växer huvudsakligen savannskog.